# Patricia Hägglund
Patricia Hägglund, född 8 november 1989, är en svensk fotbollsspelare. Hennes moderklubb var Vännäs AIK. Spelare i Umeå Södra FF som den 13 oktober 2007 vann mot Ornäs BK med 4-0 och tog därmed steget upp i Allsvenskan 2008.
Hon kom till Umeå Södra FF år 2006. Inför säsongen 2010 värvades Patricia till den schweiziska klubben Grasshopper Club Zürich i den schweiziska högsta ligan NLA.
Patricia Hägglund är legitimerad logoped och medicine doktor. Hon disputerade den 12/4 2019 vid Umeå universitet på en avhandling med titeln "Swallowing dysfunction among older people in short-term care: Prevalence, effect of intervention, and risk of mortality".